# Струве, Пётр Бернгардович
Пётр Бернга́рдович Стру́ве (26 января (7 февраля) 1870, Пермь — 26 февраля 1944, Париж) — русский общественный и политический деятель, редактор газет и журналов, экономист, публицист, историк, социолог, философ. Aкадемик РАН.

## Биография
Струве был сыном пермского губернатора Бернгарда Струве и внуком астронома Василия Струве. В Санкт-Петербурге жил с 1882 года, учился в 3-й гимназии.

### У истоков русского марксизма
Становление политических убеждений у юноши произошло рано, впоследствии Струве вспоминал: 

 …как в 1885 году я стал, по страсти и по убеждению, либералом и конституционалистом, так года три спустя я стал — на этот раз только по убеждению — социал-демократом. Только по убеждению, ибо социализм, как бы его ни понимать, никогда не внушал мне никаких эмоций, а тем более страсти. Я стал приверженцем социализма чисто рассудочным путём, придя к заключению, что таков исторически неизбежный результат объективного процесса экономического развития. Ныне я этого больше не думаю.— Мои встречи и столкновения с Лениным.
В 1889 году покинул родительский дом и поселился в семье издательницы А. М. Калмыковой, по воспоминаниям Анны Елизаровой-Ульяновой: «Струве вырос в её семье, — был в гимназические годы её воспитанником и, как она говорила, был ближе ей, чем её собственный сын, пошедший по другому пути». В 1889 году начинает учиться на естественном, а на следующий год на юридическом факультете Петербургского университета. В 1890 году там он увлёкся марксизмом и основал марксистский кружок. В этот кружок входили в том числе А. Н. Потресов и М. И. Туган-Барановский.
В 1892 году учился в университете в Граце (Австрия) у социолога Л. Гумпловича и решил стать экономистом. Тогда же начал публицистическую деятельность статьями против народников в немецкой социал-демократической прессе. По возвращении вышел из Императорского Санкт-петербургского университета (ноябрь 1892 года). Служил в общей канцелярии Министерства финансов, библиотекарь в Учёном комитете министерства (1893—1894 годы). В апреле 1894 года ошибочно был арестован в связи с «Группой народовольцев». Проводит 19 дней в предварительном заключении. В результате всего он оказывается под судебно-полицейским надзором.
В августе опубликовал книгу «Критические заметки к вопросу об экономическом развитии России», которая открыла эпоху борьбы русского марксизма с народничеством в легальной печати и стала «символом веры» социал-демократов в России. Книга, выдвинувшая Струве в ведущие теоретики марксизма, доказывала прогрессивность капитализма и завершалась словами: «Признаем нашу некультурность и пойдём на выучку к капитализму».
Член Императорского Вольного экономического общества (1895 год). В январе 1895 года составил анонимное «Открытое письмо Николаю II», при вступлении на престол подтвердившему курс на политику контрреформ. Экстерном сдал экзамены за курс юридического факультета (1895 год). С 10.03.1896 г. стал помощником у присяжного поверенного А. А. Никонова в округе Санкт-Петербургской судебной палаты.
В 1896 году — участник Лондонского конгресса II Интернационала. Написал аграрную часть доклада российской делегации, с которым выступил Г. В. Плеханов. Редактор первых марксистских журналов «Новое слово» (1897 г.) и «Начало» (1899 г.). В числе книг по теории и истории капитализма и рабочего движения в 1898 году под его редакцией вышел первый том «Капитала» К. Маркса. Для I съезда РСДРП в 1898 году написал «Манифест Российской социал-демократической рабочей партии» — первый документ этой партии. В 1899 году в напечатанной в Германии на немецком языке работе «Марксова теория социального развития» подверг критике взгляды Маркса на неизбежность социальной революции.
В апреле 1900 года в Пскове принимает участие в организационном совещании по созданию газеты «Искра»: одна сторона была представлена В. И. Лениным, Ю. О. Мартовым, А. Н. Потресовым, С. И. Радченко, другая — им совместно с М. И. Туган-Барановским.

### В либеральном движении
В дальнейшем идейные искания приводят Струве от марксизма к философскому идеализму и либеральному консерватизму.
Летом 1900 года налаживает контакты с конституционалистским крылом земских либералов, в частности с И. И. Петрункевичем. Таким образом Струве начинает объединение всех антисамодержавных сил, разделяющих идею политической свободы. На переговорах зимой в Мюнхене с Плехановым, Лениным, Потресовым и Верой Засулич подписывает договор об участии в финансировании изданий их стороны и издательства совместного «Современного обозрения» для публикации документов, обличающих российский режим. 17 марта 1901 года принимает участие в демонстрации на Казанской площади, после чего его ссылают в Тверь. Его поклонник, издатель Д. Е. Жуковский предлагает ему деньги для издательства за границей журнала, пропагандирующего создание конституционного правительства в России. Струве добивается от властей разрешения уехать за рубеж. При содействии влиятельных знакомых получает разрешение и в декабре уезжает в Германию.
С 1901 года в эмиграции, с 1902 года редактор журнала «Освобождение». Ещё в ссылке стал инициатором и одним из авторов сборника «Проблемы идеализма» (1902), в котором стремился обосновать философские основы либеральной политики и по цензурным соображениям выступил под псевдонимом. Один из создателей либерального «Союза освобождения». В 1904 году в качестве делегата этого движения принял участие в Парижской конференции оппозиционных и революционных партий России.
В 1905 году вернулся в Россию, амнистия, дарованная ему лично по ходатайству С. Ю. Витте, догнала его в пути. Член ЦК партии кадетов (1905—1915), 8 июня 1915 года вышел из ЦК, а фактически отошёл от партии еще в 1908 году. С 15 декабря начал выходить его журнал «Полярная звезда». 20 марта 1906 года он был закрыт цензурой, а Струве привлечён к судебной ответственности.
В 1906—1917 гг. — в Санкт-Петербургском политехническом институте: преподаватель, доцент, с 30 июня 1914 года экстраординарный профессор, заведующий кафедрой политэкономии. Основной экономический труд Струве — «Хозяйство и цена». Защитил магистерскую (7 декабря 1913 года в Императорском Московском университете) и докторскую диссертации (17 февраля 1917 года в Императорском Киевском университете им. Св. Владимира).
В 1906 году, в ноябре после смерти В. А. Гольцева, был приглашён членом редакции журнала «Русская мысль» А. А. Кизеветтером в соредакторы. Летом 1911 года из-за разногласий со Струве Кизеветтер подал в отставку;Струве оставался редактором журнала до его закрытия большевиками в 1918 году.
В 1907 году — депутат II Государственной думы от Петербурга, статский советник. В Думе возглавлял комиссию об обеспечении нормального отдыха служащих в торговых и ремесленных заведениях.
С осени 1907 года один из ближайших сотрудников «Московского еженедельника» (редактор-издатель Е. Н. Трубецкой).
Вдохновитель и участник сборника «Вехи. Сборник статей о русской интеллигенции», содержавшего также статьи его единомышленников Н. А. Бердяева, С. Н. Булгакова, С. Л. Франка, М. О. Гершензона, А. С. Изгоева, Б. А. Кистяковского (Москва, 1909).
1915 год — председатель секретного Особого межведомственного комитета по ограничению снабжения и торговли неприятеля при министерстве торговли и промышленности (по 1917). В том же году вошёл в академическую Комиссию по изучению естественных производительных сил (КЕПС), возглавляемую академиком В. И. Вернадским. Консультировал нового главноуправляющего министерством промышленности и торговли В. Н. Шаховского (с 18 февраля 1915 г.) по социальным вопросам.
В 1916 году стал представителем Всероссийского земского союза в Особом совещании по продовольственному делу (по 1917), получил звание почётного доктора Кембриджского университета.
1917 год — в апреле-мае — директор Экономического департамента МИД. В мае избран в ординарные академики Российской академии наук (исключён в 1928 году, в 1990 году восстановлен).
Участник Государственного совещания. Член Предпарламента, входил там в комиссию по международным делам, выступал с антиреволюционных, оборонческих позиций.

### Борьба с большевиками
К Октябрьской революции Струве отнёсся отрицательно. В декабре в составе нелегальной организации «Правый центр» вместе с ещё одним его представителем Г. Н. Трубецким, двадцать шестого декабря 1917 г. отправился на Дон. В Новочеркасске во время начала формирования Добровольческой армии совместно с П. Н. Милюковым способствовал разрешению конфликта между генералами М. В. Алексеевым и Л. Г. Корниловым по разделению полномочий. Избран в Донской гражданский совет, являвшийся политическим совещанием при генерале Алексееве.
В феврале 1918 года, в момент вынужденного ухода армии из области Войска Донского в Первый Кубанский поход, военные старались не брать с собой гражданских, и Струве пришлось покинуть армию. Через Царицын он со спутниками (Н. С. Арсеньевым, Г. Н. Трубецким и его сыном Костей) пробрался к началу марта в Москву и до августа жил на нелегальном положении. Участвовал в нелегальных собраниях Союза земельных собственников. В мае участвовал в создании самой мощной подпольной антибольшевистской организации «Национальный центр» и активно работал в его московском отделении.
В 1918 году стал редактором и одним из авторов сборника «Из глубины». С началом красного террора, развёрнутого большевиками после покушения на Ленина, покинул Москву и через Новгородскую губернию и Петроград добрался до Вологодской губернии, где скрывался в имении Алятино. В ноябре 1918 года вместе с провожатым Аркадием Борманом нелегально путешествовал по российскому Северу. Ненадолго заехав в Петроград, при помощи своего провожатого нелегально — как посланец «Национального центра» — перешёл финскую границу 9 декабря. В начале января генерал Н. Н. Юденич встретился с представителями центра П. Б. Струве и А. В. Карташёвым и пришёл к тому же решению, что и генерал Деникин, и адмирал Колчак (независимо от них), а именно: о пользе тесного сотрудничества с представителями «Национального центра», готовыми всесторонне поддерживать военную диктатуру впредь до созыва свободно избранного Учредительного собрания и в то же время вести активную политическую деятельность в лагере победивших союзников в пользу добровольческих армий, опираясь на свою последовательную антигерманскую позицию и признание своего либерально-демократического профиля. Прибывшие из Петрограда в Гельсингфорс члены этой антибольшевистской группировки проявили после встречи с генералом Юденичем большую энергию и умело подготовили почву для возглавления им военно-политического центра в Финляндии.
В середине января 1919 года отправился в Лондон, где провёл шесть недель, в основном в компании семьи А. В. Тырковой-Вильямс и русского посла К. Д. Набокова. В Лондоне он участвовал в работе «Комитета освобождения России», который был организован в начале февраля 1919 года. В комитет, председателем которого был избран его коллега по РАН академик М. И. Ростовцев, а секретарём А. В. Тыркова-Вильямс, входили также П. Н. Милюков, В. Д. Набоков, И. В. Шкловский (зам. председателя), К. Д. Набоков. В официальном отчёте о работе комитета отмечалось, что главная его задача — содействовать возрождению России и поднятию престижа России за границей. Для достижения этих целей Комитет ежедневно выпускает печатные бюллетени с фактическим осведомлением о том, что делается в России. С весны 1919 г. комитет установил связь с правительством адмирала А. В. Колчака и стал получать от него субсидии.
В марте-сентябре 1919 года в Париже участвовал в работе «Русского политического совещания». В РСФСР был заочно приговорён к смертной казни. В начале октября прибыл на Юг России в Ростов-на-Дону и возглавил редакцию газеты «Великая Россия».
Вошёл в члены Особого совещания при генерале А. И. Деникине. В феврале 1920 года после поражения Деникина эвакуируется из Новороссийска в Константинополь. Входил в состав правительства генерала П. Н. Врангеля (начальник управления иностранных дел). Оказал большое влияние на формирование политики правительства, охарактеризованной им как «левая политика правыми руками». Его усилиями Франция де-факто признала правительство Врангеля. Эвакуация белых войск из Крыма застала Струве в дипломатической командировке в Париже.

### Деятельность в эмиграции
В январе 1921 года вышел в отставку и вернулся в Париж. Пытался возобновить ежемесячный литературно-политический журнал «Русская мысль», который под его редакцией выходил в 1921 в Софии, затем в Праге (1922—1923), Берлине (1923—1926) и, наконец, в 1927 в Париже. Но так как все свои силы Струве в то время отдавал другому своему «детищу» — газете «Возрождение», то идею возобновления «Русской мысли» в эмиграции ему пришлось окончательно оставить. Газету он редактировал с 11 мая 1925 года — с момента подписания контракта — и до вытеснения его из газеты[прояснить] 16 августа 1926 года. В Болгарии Струве оставил много последователей в области экономики, особенно своих студентов, которые эмигрировали и заняли академические должности в болгарских университетах (наиболее известными из которых являются Симеон Демосфенов и Наум Долинский).
Член Парижской и Брюссельской Академических групп и член Совета Института русского права и экономики при юридическом факультете в Париже. Один из организаторов Русского национального комитета (1921—1940) и с самого основания товарищ председателя Русского национального комитета в Праге.
Один из учредителей возрождённого в Праге в 1923 году Братства Святой Софии и его активный деятель.
Один из первых членов (с 1925 года) возрождённого «Русского исторического общества» в Праге. Был избран председателем Российского зарубежного съезда, проходившего в Париже в апреле 1926 года. Участвовал в деятельности Русского юридического факультета в Праге. Редактировал еженедельник «Россия» (1927—1928). 
С 1928 года проживал в Белграде: ему было предложено место председателя отделения общественных наук Русского научного института. Читал курс социологии на кафедрах в Белграде и Суботице. Редактировал еженедельник «Россия и славянство» (1928—1934), после Струве отошёл от политической деятельности. Член Союза русских писателей и журналистов в Королевстве Югославия, в 1930—1931 его председатель. 

 Самой колоритной фигурой был Пётр Бернгардович Струве, с его пышной седой бородой, будто бы окунувшийся в неё и дремлющий в кресле с полузакрытыми глазами, но не пропускающий ни слова из того, что говорится или читается, и производящий затем логический разгром бедного оратора. — Алексеева Л. А. Из воспоминаний о Белграде
В. В. Шульгин вспоминал об одной его лекции о Февральской революции для членов НТС, на которой присутствовал Струве. После лекции начались прения и Струве заявил, что у него была единственная причина для критики Николая II — что тот был излишне мягок с революционерами, которых, по словам Струве, нужно было «безжалостно уничтожать». Шульгин в шутку спросил, уж не считает ли Струве, что и он сам должен был быть уничтожен. Струве, чрезвычайно разволновавшись, воскликнул: 

— Да! 
И, встав со своего места, зашагал по зале, тряся седой бородой.
 — Да, и меня первого! Именно так! Как только какой-нибудь революционер поднимал голову свою — бац! — прикладом по черепу!— Шульгин, В. В.
 В результате председательствующий, опасаясь за здоровье Струве, был вынужден прекратить обсуждение.
В конце жизни работал над трудами «Система критической философии» (рукопись погибла) и «Социально-экономическая история России» (не окончена, опубликована в 1952 г.). В 1941 году был арестован немецкими оккупантами как «друг Ленина». Освобождён после трёхмесячного заключения. В июле 1942 года ему с супругой удалось выехать к детям в Париж. Умер там же зимой 1944 года. Похоронен на кладбище Сент-Женевьев-де-Буа.

## Семья
Был женат на Нине Александровне, урождённой Герд (1867—1943), дочери А. Я. Герда.
Дети:
- Глеб (1898—1985) — русский поэт, литературный критик и литературовед, переводчик;
- Алексей (1899—1976), библиограф, библиофил, антиквар;
- Константин (архимандрит Савва) (1900—1949), основал Сергиевское братство в Париже, издавал «Сергиевские листки»; c 1931 года — насельник монастыря преподобного Иова Почаевского в Ладомировой, с 1945 года — его настоятель;
- Лев (1902—1929);
- Аркадий (1905—1951).

Внуки:
- Струве, Никита Алексеевич (1931—2016);
- Струве, Пётр Алексеевич (1925—1968), протоиерей, врач; вместе с женой Татьяной Борисовной Струве (в девичестве Лебедевой, 1922—2005), племянницей художника П. Я. Зальцмана, участвовал в движении Сопротивления во Франции.

|                           |                           |                           |                           |                           |                           |  |  |                                       |                                       |                                       |                                       |                                       |                                       |  |  | Яков Струве математик                |                                      |                                      |                                      |                                      |                                      |  |  |                                            |                                            |                                            |                                            |                                            |                                            |  |  |                                                         |                                                         |                                                         |                                                         |                                                         |                                                         |  |  |                                              |                                              |                                                   |                                                   |                                                   |                                                   |                                                   |                                                   |                                                  |                                                  |                                                  |                                                  |                                                  |                                                  |  |  |                                                     |                                                     |                                                     |                                                     |                                                     |                                                     |  |  |  |  |  |  |  |  |  |  |  |  |  |  |  |  |  |  |  |  |  |  |  |  |  |  |  |  |  |  |  |  |  |  |  |  |  |  |  |  |
|                           |                           |                           |                           |                           |                           |  |  |                                       |                                       |                                       |                                       |                                       |                                       |  |  |                                      |                                      |                                      |                                      |                                      |                                      |  |  |                                            |                                            |                                            |                                            |                                            |                                            |  |  |                                                         |                                                         |                                                         |                                                         |                                                         |                                                         |  |  |                                              |                                              |                                                   |                                                   |                                                   |                                                   |                                                   |                                                   |                                                  |                                                  |                                                  |                                                  |                                                  |                                                  |  |  |                                                     |                                                     |                                                     |                                                     |                                                     |                                                     |  |  |  |  |  |  |  |  |  |  |  |  |  |  |  |  |  |  |  |  |  |  |  |  |  |  |  |  |  |  |  |  |  |  |  |  |  |  |  |  |
|                           |                           |                           |                           |                           |                           |  |  |                                       |                                       |                                       |                                       |                                       |                                       |  |  |                                      |                                      |                                      |                                      |                                      |                                      |  |  |                                            |                                            |                                            |                                            |                                            |                                            |  |  |                                                         |                                                         |                                                         |                                                         |                                                         |                                                         |  |  |                                              |                                              |                                                   |                                                   |                                                   |                                                   |                                                   |                                                   |                                                  |                                                  |                                                  |                                                  |                                                  |                                                  |  |  |                                                     |                                                     |                                                     |                                                     |                                                     |                                                     |  |  |  |  |  |  |  |  |  |  |  |  |  |  |  |  |  |  |  |  |  |  |  |  |  |  |  |  |  |  |  |  |  |  |  |  |  |  |  |  |
| Карл (1785—1838) филолог  | Карл (1785—1838) филолог  | Карл (1785—1838) филолог  | Карл (1785—1838) филолог  | Карл (1785—1838) филолог  | Карл (1785—1838) филолог  |  |  | Эрнст (1786—1822)                     | Эрнст (1786—1822)                     | Эрнст (1786—1822)                     | Эрнст (1786—1822)                     | Эрнст (1786—1822)                     | Эрнст (1786—1822)                     |  |  | Густав (1788—1829)                   | Густав (1788—1829)                   | Густав (1788—1829)                   | Густав (1788—1829)                   | Густав (1788—1829)                   | Густав (1788—1829)                   |  |  | Василий Яковлевич (1793—1864) астроном     | Василий Яковлевич (1793—1864) астроном     | Василий Яковлевич (1793—1864) астроном     | Василий Яковлевич (1793—1864) астроном     | Василий Яковлевич (1793—1864) астроном     | Василий Яковлевич (1793—1864) астроном     |  |  | Людвиг (1795—1828) профессор медицины                   | Людвиг (1795—1828) профессор медицины                   | Людвиг (1795—1828) профессор медицины                   | Людвиг (1795—1828) профессор медицины                   | Людвиг (1795—1828) профессор медицины                   | Людвиг (1795—1828) профессор медицины                   |  |  |                                              |                                              |                                                   |                                                   |                                                   |                                                   |                                                   |                                                   |                                                  |                                                  |                                                  |                                                  |                                                  |                                                  |  |  |                                                     |                                                     |                                                     |                                                     |                                                     |                                                     |  |  |  |  |  |  |  |  |  |  |  |  |  |  |  |  |  |  |  |  |  |  |  |  |  |  |  |  |  |  |  |  |  |  |  |  |  |  |  |  |
| Карл (1785—1838) филолог  | Карл (1785—1838) филолог  | Карл (1785—1838) филолог  | Карл (1785—1838) филолог  | Карл (1785—1838) филолог  | Карл (1785—1838) филолог  |  |  | Эрнст (1786—1822)                     | Эрнст (1786—1822)                     | Эрнст (1786—1822)                     | Эрнст (1786—1822)                     | Эрнст (1786—1822)                     | Эрнст (1786—1822)                     |  |  | Густав (1788—1829)                   | Густав (1788—1829)                   | Густав (1788—1829)                   | Густав (1788—1829)                   | Густав (1788—1829)                   | Густав (1788—1829)                   |  |  | Василий Яковлевич (1793—1864) астроном     | Василий Яковлевич (1793—1864) астроном     | Василий Яковлевич (1793—1864) астроном     | Василий Яковлевич (1793—1864) астроном     | Василий Яковлевич (1793—1864) астроном     | Василий Яковлевич (1793—1864) астроном     |  |  | Людвиг (1795—1828) профессор медицины                   | Людвиг (1795—1828) профессор медицины                   | Людвиг (1795—1828) профессор медицины                   | Людвиг (1795—1828) профессор медицины                   | Людвиг (1795—1828) профессор медицины                   | Людвиг (1795—1828) профессор медицины                   |  |  |                                              |                                              |                                                   |                                                   |                                                   |                                                   |                                                   |                                                   |                                                  |                                                  |                                                  |                                                  |                                                  |                                                  |  |  |                                                     |                                                     |                                                     |                                                     |                                                     |                                                     |  |  |  |  |  |  |  |  |  |  |  |  |  |  |  |  |  |  |  |  |  |  |  |  |  |  |  |  |  |  |  |  |  |  |  |  |  |  |  |  |
|                           |                           |                           |                           |                           |                           |  |  |                                       |                                       |                                       |                                       |                                       |                                       |  |  |                                      |                                      |                                      |                                      |                                      |                                      |  |  |                                            |                                            |                                            |                                            |                                            |                                            |  |  |                                                         |                                                         |                                                         |                                                         |                                                         |                                                         |  |  |                                              |                                              |                                                   |                                                   |                                                   |                                                   |                                                   |                                                   |                                                  |                                                  |                                                  |                                                  |                                                  |                                                  |  |  |                                                     |                                                     |                                                     |                                                     |                                                     |                                                     |  |  |  |  |  |  |  |  |  |  |  |  |  |  |  |  |  |  |  |  |  |  |  |  |  |  |  |  |  |  |  |  |  |  |  |  |  |  |  |  |
|                           |                           |                           |                           |                           |                           |  |  | Фёдор Аристович (1816—1885) филолог   | Фёдор Аристович (1816—1885) филолог   | Фёдор Аристович (1816—1885) филолог   | Фёдор Аристович (1816—1885) филолог   | Фёдор Аристович (1816—1885) филолог   | Фёдор Аристович (1816—1885) филолог   |  |  | Отто Васильевич (1819—1905) астроном | Отто Васильевич (1819—1905) астроном | Отто Васильевич (1819—1905) астроном | Отто Васильевич (1819—1905) астроном | Отто Васильевич (1819—1905) астроном | Отто Васильевич (1819—1905) астроном |  |  | Генрих Васильевич (1822—1908) химик        | Генрих Васильевич (1822—1908) химик        | Генрих Васильевич (1822—1908) химик        | Генрих Васильевич (1822—1908) химик        | Генрих Васильевич (1822—1908) химик        | Генрих Васильевич (1822—1908) химик        |  |  | Бернгард Васильевич (1827—1889) государственный деятель | Бернгард Васильевич (1827—1889) государственный деятель | Бернгард Васильевич (1827—1889) государственный деятель | Бернгард Васильевич (1827—1889) государственный деятель | Бернгард Васильевич (1827—1889) государственный деятель | Бернгард Васильевич (1827—1889) государственный деятель |  |  |                                              |                                              | Кирилл Васильевич (1835—1907) астроном и дипломат | Кирилл Васильевич (1835—1907) астроном и дипломат | Кирилл Васильевич (1835—1907) астроном и дипломат | Кирилл Васильевич (1835—1907) астроном и дипломат | Кирилл Васильевич (1835—1907) астроном и дипломат | Кирилл Васильевич (1835—1907) астроном и дипломат |                                                  |                                                  |                                                  |                                                  |                                                  |                                                  |  |  |                                                     |                                                     |                                                     |                                                     |                                                     |                                                     |  |  |  |  |  |  |  |  |  |  |  |  |  |  |  |  |  |  |  |  |  |  |  |  |  |  |  |  |  |  |  |  |  |  |  |  |  |  |  |  |
|                           |                           |                           |                           |                           |                           |  |  | Фёдор Аристович (1816—1885) филолог   | Фёдор Аристович (1816—1885) филолог   | Фёдор Аристович (1816—1885) филолог   | Фёдор Аристович (1816—1885) филолог   | Фёдор Аристович (1816—1885) филолог   | Фёдор Аристович (1816—1885) филолог   |  |  | Отто Васильевич (1819—1905) астроном | Отто Васильевич (1819—1905) астроном | Отто Васильевич (1819—1905) астроном | Отто Васильевич (1819—1905) астроном | Отто Васильевич (1819—1905) астроном | Отто Васильевич (1819—1905) астроном |  |  | Генрих Васильевич (1822—1908) химик        | Генрих Васильевич (1822—1908) химик        | Генрих Васильевич (1822—1908) химик        | Генрих Васильевич (1822—1908) химик        | Генрих Васильевич (1822—1908) химик        | Генрих Васильевич (1822—1908) химик        |  |  | Бернгард Васильевич (1827—1889) государственный деятель | Бернгард Васильевич (1827—1889) государственный деятель | Бернгард Васильевич (1827—1889) государственный деятель | Бернгард Васильевич (1827—1889) государственный деятель | Бернгард Васильевич (1827—1889) государственный деятель | Бернгард Васильевич (1827—1889) государственный деятель |  |  |                                              |                                              | Кирилл Васильевич (1835—1907) астроном и дипломат | Кирилл Васильевич (1835—1907) астроном и дипломат | Кирилл Васильевич (1835—1907) астроном и дипломат | Кирилл Васильевич (1835—1907) астроном и дипломат | Кирилл Васильевич (1835—1907) астроном и дипломат | Кирилл Васильевич (1835—1907) астроном и дипломат |                                                  |                                                  |                                                  |                                                  |                                                  |                                                  |  |  |                                                     |                                                     |                                                     |                                                     |                                                     |                                                     |  |  |  |  |  |  |  |  |  |  |  |  |  |  |  |  |  |  |  |  |  |  |  |  |  |  |  |  |  |  |  |  |  |  |  |  |  |  |  |  |
|                           |                           |                           |                           |                           |                           |  |  |                                       |                                       |                                       |                                       |                                       |                                       |  |  |                                      |                                      |                                      |                                      |                                      |                                      |  |  |                                            |                                            |                                            |                                            |                                            |                                            |  |  |                                                         |                                                         |                                                         |                                                         |                                                         |                                                         |  |  |                                              |                                              |                                                   |                                                   |                                                   |                                                   |                                                   |                                                   |                                                  |                                                  |                                                  |                                                  |                                                  |                                                  |  |  |                                                     |                                                     |                                                     |                                                     |                                                     |                                                     |  |  |  |  |  |  |  |  |  |  |  |  |  |  |  |  |  |  |  |  |  |  |  |  |  |  |  |  |  |  |  |  |  |  |  |  |  |  |  |  |
| Альфред (1845—1916) химик | Альфред (1845—1916) химик | Альфред (1845—1916) химик | Альфред (1845—1916) химик | Альфред (1845—1916) химик | Альфред (1845—1916) химик |  |  | Герман Оттович (1854—1920) астроном   | Герман Оттович (1854—1920) астроном   | Герман Оттович (1854—1920) астроном   | Герман Оттович (1854—1920) астроном   | Герман Оттович (1854—1920) астроном   | Герман Оттович (1854—1920) астроном   |  |  | Людвиг Оттович (1858—1920) астроном  | Людвиг Оттович (1858—1920) астроном  | Людвиг Оттович (1858—1920) астроном  | Людвиг Оттович (1858—1920) астроном  | Людвиг Оттович (1858—1920) астроном  | Людвиг Оттович (1858—1920) астроном  |  |  | Василий Бернгардович (1854—1912) математик | Василий Бернгардович (1854—1912) математик | Василий Бернгардович (1854—1912) математик | Василий Бернгардович (1854—1912) математик | Василий Бернгардович (1854—1912) математик | Василий Бернгардович (1854—1912) математик |  |  | Александр Бернгардович                                  | Александр Бернгардович                                  | Александр Бернгардович                                  | Александр Бернгардович                                  | Александр Бернгардович                                  | Александр Бернгардович                                  |  |  | Пётр Бернгардович (1870—1944) экономист      | Пётр Бернгардович (1870—1944) экономист      | Пётр Бернгардович (1870—1944) экономист           | Пётр Бернгардович (1870—1944) экономист           | Пётр Бернгардович (1870—1944) экономист           | Пётр Бернгардович (1870—1944) экономист           |                                                   |                                                   | Вера Кирилловна (1876—1949) общественный деятель | Вера Кирилловна (1876—1949) общественный деятель | Вера Кирилловна (1876—1949) общественный деятель | Вера Кирилловна (1876—1949) общественный деятель | Вера Кирилловна (1876—1949) общественный деятель | Вера Кирилловна (1876—1949) общественный деятель |  |  |                                                     |                                                     |                                                     |                                                     |                                                     |                                                     |  |  |  |  |  |  |  |  |  |  |  |  |  |  |  |  |  |  |  |  |  |  |  |  |  |  |  |  |  |  |  |  |  |  |  |  |  |  |  |  |
| Альфред (1845—1916) химик | Альфред (1845—1916) химик | Альфред (1845—1916) химик | Альфред (1845—1916) химик | Альфред (1845—1916) химик | Альфред (1845—1916) химик |  |  | Герман Оттович (1854—1920) астроном   | Герман Оттович (1854—1920) астроном   | Герман Оттович (1854—1920) астроном   | Герман Оттович (1854—1920) астроном   | Герман Оттович (1854—1920) астроном   | Герман Оттович (1854—1920) астроном   |  |  | Людвиг Оттович (1858—1920) астроном  | Людвиг Оттович (1858—1920) астроном  | Людвиг Оттович (1858—1920) астроном  | Людвиг Оттович (1858—1920) астроном  | Людвиг Оттович (1858—1920) астроном  | Людвиг Оттович (1858—1920) астроном  |  |  | Василий Бернгардович (1854—1912) математик | Василий Бернгардович (1854—1912) математик | Василий Бернгардович (1854—1912) математик | Василий Бернгардович (1854—1912) математик | Василий Бернгардович (1854—1912) математик | Василий Бернгардович (1854—1912) математик |  |  | Александр Бернгардович                                  | Александр Бернгардович                                  | Александр Бернгардович                                  | Александр Бернгардович                                  | Александр Бернгардович                                  | Александр Бернгардович                                  |  |  | Пётр Бернгардович (1870—1944) экономист      | Пётр Бернгардович (1870—1944) экономист      | Пётр Бернгардович (1870—1944) экономист           | Пётр Бернгардович (1870—1944) экономист           | Пётр Бернгардович (1870—1944) экономист           | Пётр Бернгардович (1870—1944) экономист           |                                                   |                                                   | Вера Кирилловна (1876—1949) общественный деятель | Вера Кирилловна (1876—1949) общественный деятель | Вера Кирилловна (1876—1949) общественный деятель | Вера Кирилловна (1876—1949) общественный деятель | Вера Кирилловна (1876—1949) общественный деятель | Вера Кирилловна (1876—1949) общественный деятель |  |  |                                                     |                                                     |                                                     |                                                     |                                                     |                                                     |  |  |  |  |  |  |  |  |  |  |  |  |  |  |  |  |  |  |  |  |  |  |  |  |  |  |  |  |  |  |  |  |  |  |  |  |  |  |  |  |
|                           |                           |                           |                           |                           |                           |  |  |                                       |                                       |                                       |                                       |                                       |                                       |  |  |                                      |                                      |                                      |                                      |                                      |                                      |  |  |                                            |                                            |                                            |                                            |                                            |                                            |  |  |                                                         |                                                         |                                                         |                                                         |                                                         |                                                         |  |  |                                              |                                              |                                                   |                                                   |                                                   |                                                   |                                                   |                                                   |                                                  |                                                  |                                                  |                                                  |                                                  |                                                  |  |  |                                                     |                                                     |                                                     |                                                     |                                                     |                                                     |  |  |  |  |  |  |  |  |  |  |  |  |  |  |  |  |  |  |  |  |  |  |  |  |  |  |  |  |  |  |  |  |  |  |  |  |  |  |  |  |
|                           |                           |                           |                           |                           |                           |  |  | Георг Германович (1886—1933) астроном | Георг Германович (1886—1933) астроном | Георг Германович (1886—1933) астроном | Георг Германович (1886—1933) астроном | Георг Германович (1886—1933) астроном | Георг Германович (1886—1933) астроном |  |  | Отто Людвигович (1897—1963) астроном | Отто Людвигович (1897—1963) астроном | Отто Людвигович (1897—1963) астроном | Отто Людвигович (1897—1963) астроном | Отто Людвигович (1897—1963) астроном | Отто Людвигович (1897—1963) астроном |  |  | Василий Васильевич (1889—1965) историк     | Василий Васильевич (1889—1965) историк     | Василий Васильевич (1889—1965) историк     | Василий Васильевич (1889—1965) историк     | Василий Васильевич (1889—1965) историк     | Василий Васильевич (1889—1965) историк     |  |  | Михаил Александрович (1890—1949) поэт                   | Михаил Александрович (1890—1949) поэт                   | Михаил Александрович (1890—1949) поэт                   | Михаил Александрович (1890—1949) поэт                   | Михаил Александрович (1890—1949) поэт                   | Михаил Александрович (1890—1949) поэт                   |  |  | Глеб Петрович (1898—1985) поэт               | Глеб Петрович (1898—1985) поэт               | Глеб Петрович (1898—1985) поэт                    | Глеб Петрович (1898—1985) поэт                    | Глеб Петрович (1898—1985) поэт                    | Глеб Петрович (1898—1985) поэт                    |                                                   |                                                   | Алексей Петрович (1899—1976)                     | Алексей Петрович (1899—1976)                     | Алексей Петрович (1899—1976)                     | Алексей Петрович (1899—1976)                     | Алексей Петрович (1899—1976)                     | Алексей Петрович (1899—1976)                     |  |  | архимандрит Савва (Константин Петрович) (1900—1948) | архимандрит Савва (Константин Петрович) (1900—1948) | архимандрит Савва (Константин Петрович) (1900—1948) | архимандрит Савва (Константин Петрович) (1900—1948) | архимандрит Савва (Константин Петрович) (1900—1948) | архимандрит Савва (Константин Петрович) (1900—1948) |  |  |  |  |  |  |  |  |  |  |  |  |  |  |  |  |  |  |  |  |  |  |  |  |  |  |  |  |  |  |  |  |  |  |  |  |  |  |  |  |
|                           |                           |                           |                           |                           |                           |  |  | Георг Германович (1886—1933) астроном | Георг Германович (1886—1933) астроном | Георг Германович (1886—1933) астроном | Георг Германович (1886—1933) астроном | Георг Германович (1886—1933) астроном | Георг Германович (1886—1933) астроном |  |  | Отто Людвигович (1897—1963) астроном | Отто Людвигович (1897—1963) астроном | Отто Людвигович (1897—1963) астроном | Отто Людвигович (1897—1963) астроном | Отто Людвигович (1897—1963) астроном | Отто Людвигович (1897—1963) астроном |  |  | Василий Васильевич (1889—1965) историк     | Василий Васильевич (1889—1965) историк     | Василий Васильевич (1889—1965) историк     | Василий Васильевич (1889—1965) историк     | Василий Васильевич (1889—1965) историк     | Василий Васильевич (1889—1965) историк     |  |  | Михаил Александрович (1890—1949) поэт                   | Михаил Александрович (1890—1949) поэт                   | Михаил Александрович (1890—1949) поэт                   | Михаил Александрович (1890—1949) поэт                   | Михаил Александрович (1890—1949) поэт                   | Михаил Александрович (1890—1949) поэт                   |  |  | Глеб Петрович (1898—1985) поэт               | Глеб Петрович (1898—1985) поэт               | Глеб Петрович (1898—1985) поэт                    | Глеб Петрович (1898—1985) поэт                    | Глеб Петрович (1898—1985) поэт                    | Глеб Петрович (1898—1985) поэт                    |                                                   |                                                   | Алексей Петрович (1899—1976)                     | Алексей Петрович (1899—1976)                     | Алексей Петрович (1899—1976)                     | Алексей Петрович (1899—1976)                     | Алексей Петрович (1899—1976)                     | Алексей Петрович (1899—1976)                     |  |  | архимандрит Савва (Константин Петрович) (1900—1948) | архимандрит Савва (Константин Петрович) (1900—1948) | архимандрит Савва (Константин Петрович) (1900—1948) | архимандрит Савва (Константин Петрович) (1900—1948) | архимандрит Савва (Константин Петрович) (1900—1948) | архимандрит Савва (Константин Петрович) (1900—1948) |  |  |  |  |  |  |  |  |  |  |  |  |  |  |  |  |  |  |  |  |  |  |  |  |  |  |  |  |  |  |  |  |  |  |  |  |  |  |  |  |
|                           |                           |                           |                           |                           |                           |  |  |                                       |                                       |                                       |                                       |                                       |                                       |  |  |                                      |                                      |                                      |                                      |                                      |                                      |  |  |                                            |                                            |                                            |                                            |                                            |                                            |  |  |                                                         |                                                         |                                                         |                                                         |                                                         |                                                         |  |  |                                              |                                              |                                                   |                                                   |                                                   |                                                   |                                                   |                                                   |                                                  |                                                  |                                                  |                                                  |                                                  |                                                  |  |  |                                                     |                                                     |                                                     |                                                     |                                                     |                                                     |  |  |  |  |  |  |  |  |  |  |  |  |  |  |  |  |  |  |  |  |  |  |  |  |  |  |  |  |  |  |  |  |  |  |  |  |  |  |  |  |
|                           |                           |                           |                           |                           |                           |  |  | Вильфред Георг (1914—1992) астроном   | Вильфред Георг (1914—1992) астроном   | Вильфред Георг (1914—1992) астроном   | Вильфред Георг (1914—1992) астроном   | Вильфред Георг (1914—1992) астроном   | Вильфред Георг (1914—1992) астроном   |  |  |                                      |                                      |                                      |                                      |                                      |                                      |  |  |                                            |                                            |                                            |                                            |                                            |                                            |  |  |                                                         |                                                         |                                                         |                                                         |                                                         |                                                         |  |  | Пётр Алексеевич (1925—1968) протоиерей, врач | Пётр Алексеевич (1925—1968) протоиерей, врач | Пётр Алексеевич (1925—1968) протоиерей, врач      | Пётр Алексеевич (1925—1968) протоиерей, врач      | Пётр Алексеевич (1925—1968) протоиерей, врач      | Пётр Алексеевич (1925—1968) протоиерей, врач      |                                                   |                                                   | Никита Алексеевич (1931—2016) издатель           | Никита Алексеевич (1931—2016) издатель           | Никита Алексеевич (1931—2016) издатель           | Никита Алексеевич (1931—2016) издатель           | Никита Алексеевич (1931—2016) издатель           | Никита Алексеевич (1931—2016) издатель           |  |  | Мария Александровна (1925—2020) иконописец          | Мария Александровна (1925—2020) иконописец          | Мария Александровна (1925—2020) иконописец          | Мария Александровна (1925—2020) иконописец          | Мария Александровна (1925—2020) иконописец          | Мария Александровна (1925—2020) иконописец          |  |  |  |  |  |  |  |  |  |  |  |  |  |  |  |  |  |  |  |  |  |  |  |  |  |  |  |  |  |  |  |  |  |  |  |  |  |  |  |  |
|                           |                           |                           |                           |                           |                           |  |  | Вильфред Георг (1914—1992) астроном   | Вильфред Георг (1914—1992) астроном   | Вильфред Георг (1914—1992) астроном   | Вильфред Георг (1914—1992) астроном   | Вильфред Георг (1914—1992) астроном   | Вильфред Георг (1914—1992) астроном   |  |  |                                      |                                      |                                      |                                      |                                      |                                      |  |  |                                            |                                            |                                            |                                            |                                            |                                            |  |  |                                                         |                                                         |                                                         |                                                         |                                                         |                                                         |  |  | Пётр Алексеевич (1925—1968) протоиерей, врач | Пётр Алексеевич (1925—1968) протоиерей, врач | Пётр Алексеевич (1925—1968) протоиерей, врач      | Пётр Алексеевич (1925—1968) протоиерей, врач      | Пётр Алексеевич (1925—1968) протоиерей, врач      | Пётр Алексеевич (1925—1968) протоиерей, врач      |                                                   |                                                   | Никита Алексеевич (1931—2016) издатель           | Никита Алексеевич (1931—2016) издатель           | Никита Алексеевич (1931—2016) издатель           | Никита Алексеевич (1931—2016) издатель           | Никита Алексеевич (1931—2016) издатель           | Никита Алексеевич (1931—2016) издатель           |  |  | Мария Александровна (1925—2020) иконописец          | Мария Александровна (1925—2020) иконописец          | Мария Александровна (1925—2020) иконописец          | Мария Александровна (1925—2020) иконописец          | Мария Александровна (1925—2020) иконописец          | Мария Александровна (1925—2020) иконописец          |  |  |  |  |  |  |  |  |  |  |  |  |  |  |  |  |  |  |  |  |  |  |  |  |  |  |  |  |  |  |  |  |  |  |  |  |  |  |  |  |
|                           |                           |                           |                           |                           |                           |  |  |                                       |                                       |                                       |                                       |                                       |                                       |  |  |                                      |                                      |                                      |                                      |                                      |                                      |  |  |                                            |                                            |                                            |                                            |                                            |                                            |  |  |                                                         |                                                         |                                                         |                                                         |                                                         |                                                         |  |  |                                              |                                              |                                                   |                                                   |                                                   |                                                   |                                                   |                                                   |                                                  |                                                  |                                                  |                                                  |                                                  |                                                  |  |  |                                                     |                                                     |                                                     |                                                     |                                                     |                                                     |  |  |  |  |  |  |  |  |  |  |  |  |  |  |  |  |  |  |  |  |  |  |  |  |  |  |  |  |  |  |  |  |  |  |  |  |  |  |  |  |
|                           |                           |                           |                           |                           |                           |  |  |                                       |                                       |                                       |                                       |                                       |                                       |  |  |                                      |                                      |                                      |                                      |                                      |                                      |  |  |                                            |                                            |                                            |                                            |                                            |                                            |  |  |                                                         |                                                         |                                                         |                                                         |                                                         |                                                         |  |  | Алексей Петрович (род. 1958) клирик          |                                              |                                                   |                                                   |                                                   |                                                   |                                                   |                                                   |                                                  |                                                  |                                                  |                                                  |                                                  |                                                  |  |  |                                                     |                                                     |                                                     |                                                     |                                                     |                                                     |  |  |  |  |  |  |  |  |  |  |  |  |  |  |  |  |  |  |  |  |  |  |  |  |  |  |  |  |  |  |  |  |  |  |  |  |  |  |  |  |

## Память
В память о П. Б. Струве на стене пермского Дома губернатора, в котором он родился в 1870 году, установлена мемориальная доска.

## В массовой культуре
В художественном многосерийном телевизионном фильме «Раскол» роль Струве сыграл Борис Плотников.

### Список произведений
- Критические заметки к вопросу об экономическом развитии России. — СПб., 1894. — 301 с.
- Die Marxsche Theorie der sozialen Entwicklund. Ein kritischer Versuch. // «Arhiv fur Sozialt Gesetzgebund und Statistik», 1899.
  - Марксовская теория социального развития — Киев, 1905. — 63 с.
  - Марксова теория социального развития. Критический опыт. / Перевод А. В. Чусовой под редакцией Н. С. Плотникова. // Исследования по истории русской мысли: Ежегодник за 2000 год. — М.: ОГИ, 2000.
- Betrachtungen über die russische Revolution. In: Melnik, J. (1906): Russen über Russland. Frankfurt a. M., Rütten & Loening, S. 1-16.
- Отрывки о государстве // Русская Мысль. 1908. № 5.
- Patriotica. Политика, культура, религия, социализм / Сб-к статей за 5 лет (1905—1910). — СПб., изд. Д. Жуковского. — 1911. — 620 с.
- Крепостное хозяйство. М. Изд. М. и С. Сабашниковых. 1913.
- Хозяйство и цена : Крит. исслед. по теории и истории хозяйственной жизни. Ч. 1. Хозяйство и общество; Цена-ценность. — Санкт-Петербург; Москва, 1913. — IV, [4], XXXVI, 358 с.
- Хозяйство и цена. Часть вторая. — М.: Изд. П. П. Рябушинского. 1916.
- Историческое введение в политическую экономию, 1916
- Исторический смысл русской революции и национальные задачи. // Из глубины. Сборник статей о русской революции. — 1918.
- Размышления о русской революции — София, 1920. — 34 с.
- Генерал П. Н. Врангель. // Россия. — 1928. — № 35. — С. 1.
- Наблюдения и исследования из области хозяйственной жизни и права Древней Руси. I. Существовал ли в Древней Руси феодальный правопорядок? — II. Наименование `крестьянин`. Отдельный оттиск из `Сборника русского института в Праге`. — Прага: Типография `Политика.` 1929.
- Три стиля русской исторической науки и С. Ф. Платонов. // История и историография России : из научно-литературного наследия русского зарубежья. М: Русский мир. 2006. Архивная копия от 6 февраля 2016 на Wayback Machine
- Мои встречи и столкновения с Лениным // Вестник РХД. — 1970. — № 1—2 (95—96). — С. 143—166.
- Избранные сочинения. — М.: РОССПЭН, 1999. — ISBN 5-86004-145-4.